# Parcs provinciaux de Terre-Neuve-et-Labrador
La province de Terre-Neuve-et-Labrador possède 22 parcs provinciaux, de 10 réserves de parc provincial, de 16 réserves écologiques et de deux réserves sauvages. Ils sont tous gérés par le ministère de l'Environnement et de la Conservation de Terre-Neuve-et-Labrador.

## Parcs provinciaux
Les parcs provinciaux (Provincial Parks) ont pour mission d'offrir de rendre accessible le patrimoine naturel de la province. Bien que ceux-ci soit avant tout prévus pour le camping et les activités récréatives, ceux-ci permette quand même la protection des éléments naturels et des espèces qui sont situées à l'intérieur de leur frontière.

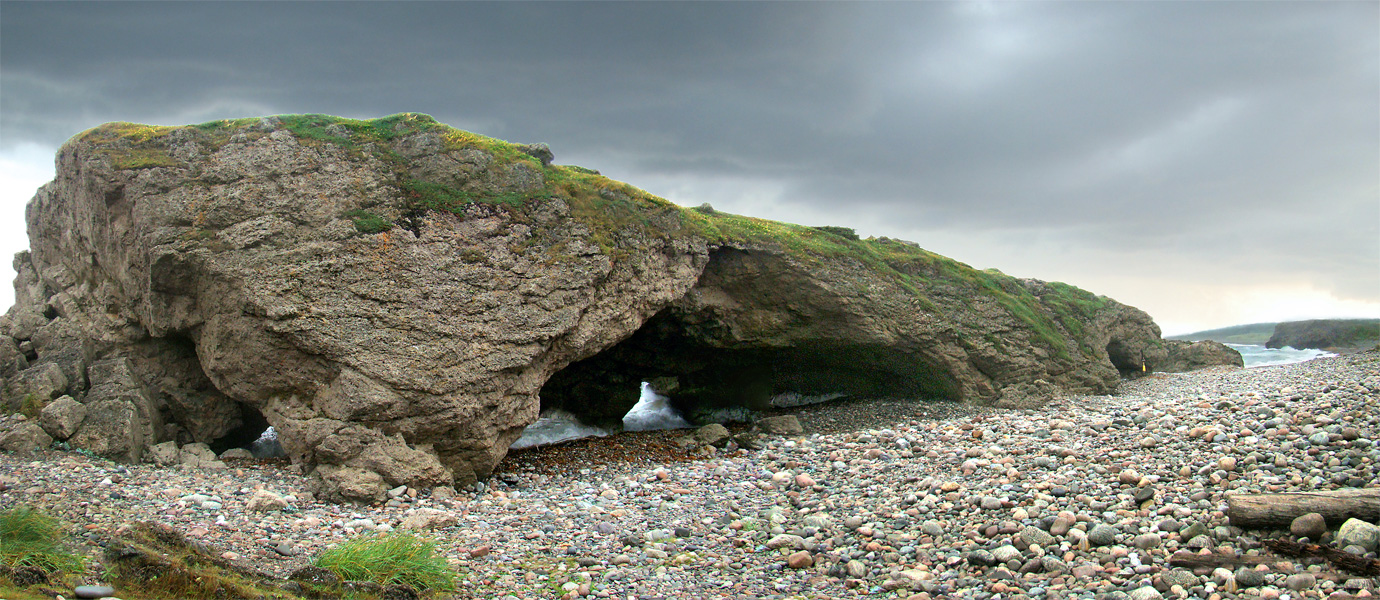
Arches

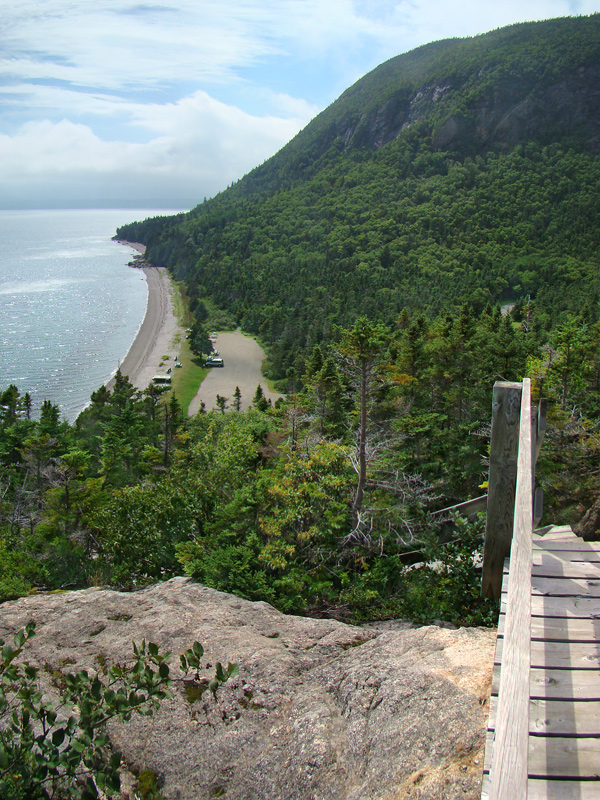
Blow Me Down

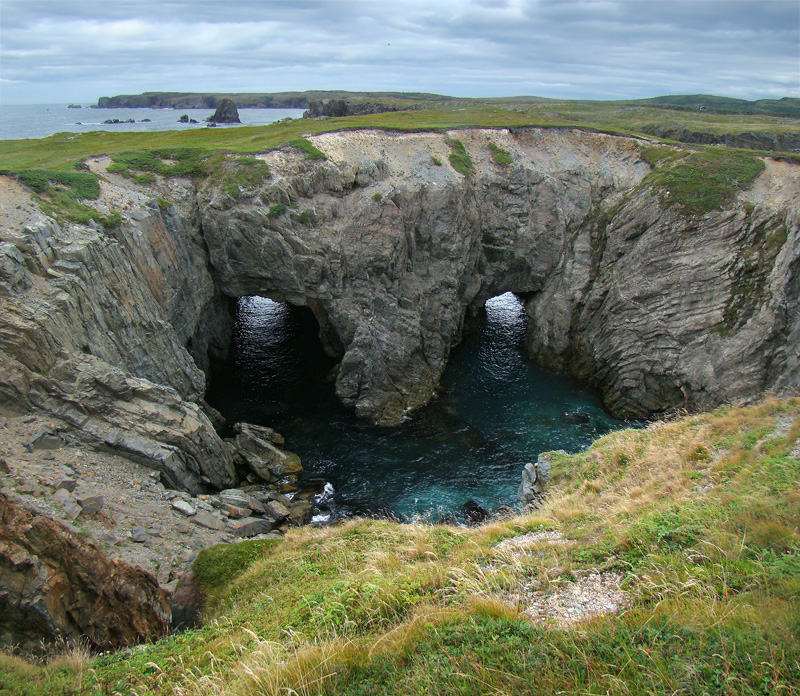
Dungeon

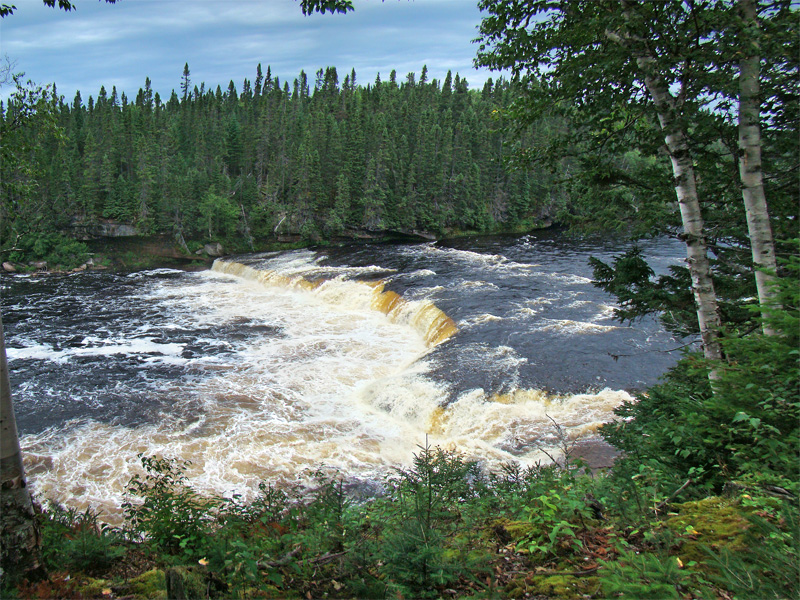
Sir Richard Squires Memorial

| Parc provincial              | Superficie km² | Constitution |
| ---------------------------- | -------------- | ------------ |
| Arches                       | 0,13           | 1980         |
| Barachois Pond               | 34,96          | 1961         |
| Blow Me Down                 | 2,26           | 1975         |
| Butter Pot                   | 28,33          | 1958         |
| Cataracts                    | 1,72           | 1980         |
| Chance Cove                  | 20,68          | 1976         |
| Codroy Valley                | 0,25           | 1978         |
| Deadman's Bay                | 0,72           | 1978         |
| Dildo Run                    | 3,28           | 1978         |
| Dungeon                      | 0,02           | 1983         |
| Frenchman's Cove             | 0,51           | 1970         |
| Gooseberry Cove              | 0,03           | 1980         |
| J. T. Cheeseman              | 1,84           | 1960         |
| La Manche                    | 14,39          | 1975         |
| Lockston Path                | 7,73           | 1967         |
| Rivière-Main                 | 151,79         | 2009         |
| Notre Dame                   | 1,13           | 1960         |
| Pinware River                | 0,68           | 1975         |
| Pistolet Bay                 | 8,97           | 1987         |
| Sandbanks                    | 2,32           | 1985         |
| Sir Richard Squires Memorial | 15,74          | 1954         |
| T'Railway                    |                | 1997         |

## Réserves de parc provincial
| Réserve de parc provincial | Superficie km² | Constitution |
| -------------------------- | -------------- | ------------ |
| Bellevue Beach             | 0,70           | 1960         |
| Duley Lake                 | 6,90           | 1975         |
| Fitzgerald’s Pond          | 1,63           | 1978         |
| Flatwater Pond             | 0,87           | 1991         |
| Grand Codroy               | 0,09           | 1970         |
| Jack’s Pond                | 3,44           | 1960         |
| Jipujijkuei Kuespem        | 6,69           | 1985         |
| Jonathan’s Pond            | 3,43           | 1978         |
| Marine Drive               | 6,17           | 1981         |
| Windmill Bight             | 3,15           | 1968         |

## Réserves écologiques

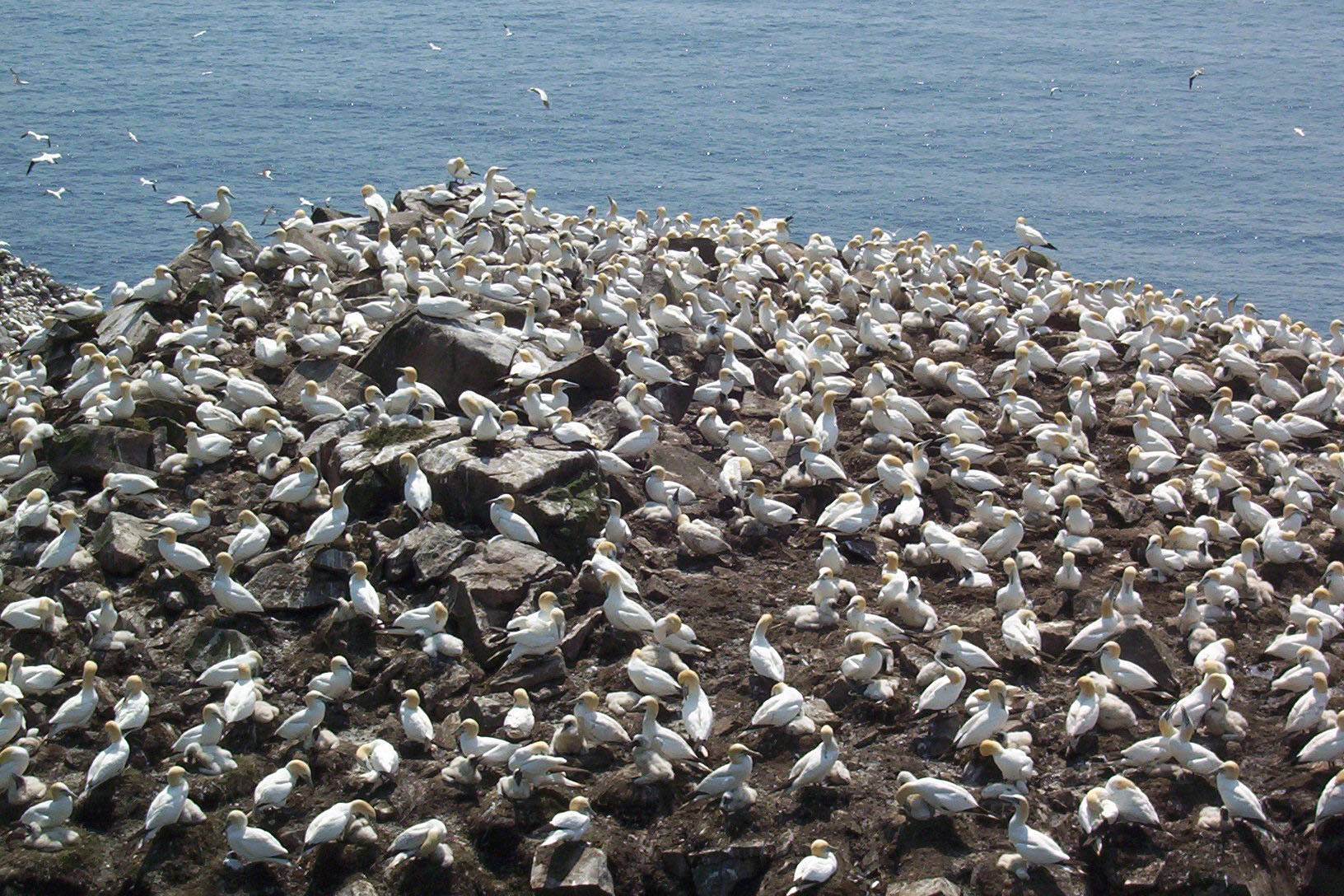
Cape St. Mary's

Les réserves écologiques (Ecological reserves) sont des aires protégées créées avec la mission de protéger des écosystèmes ou écorégions représentatifs de Terre-Neuve-et-Labrador. Elles visent aussi à protéger une espèce rare ou menacée ou des éléments uniques ou exceptionnels. Il y a trois catégories de réserves écologiques : botanique, fossilifère et d'oiseaux marins.
| Réserve écologique            | Superficie km² | Constitution |
| ----------------------------- | -------------- | ------------ |
| Baccalieu Island              | 23,00          | 1995         |
| Burnt Cape                    | 3,60           | 2000         |
| Cape St. Mary's               | 64,00          | 1983         |
| Fortune Head                  | 2,21           | 1992         |
| Funk Island                   | 5,20           | 1983         |
| Gannet Islands                | 22,00          | 1983         |
| Hare Bay Islands              | 31,00          | 1983         |
| Hawke Hill                    | 2,10           | 1992         |
| King George IV                | 18,40          | 1997         |
| Lawn Bay                      | 3,76           | 2015         |
| Little Grand Lake             | 731,00         | 2002         |
| Mistaken Point                | 5,70           | 1987         |
| Redfir Lake-Kapitagas Channel | 82,00          | 1999         |
| Sandy Cove                    | 0,11           | 2013         |
| Table Point                   | 1,16           | 1990         |
| Watts Point                   | 30,90          | 1990         |
| West Brook                    | 11,00          | 1993         |
| Witless Bay                   | 31,00          | 1983         |

## Réserves sauvages
Les réserves sauvages (Wilderness reserves) sont de grandes aires protégées de plus de 1 000 km2 visant la protection significative de paysage ou d'éléments naturels. Ils permettent la pratique d'activités récréatives extensives et sont ouverts à l'éducation et la recherche.
| Réserve sauvage | Superficie km² | Constitution |
| --------------- | -------------- | ------------ |
| Avalon          | 1 070,00       | 1986         |
| Bay du Nord     | 2 895,00       | 1990         |